# Psihodrama
Psihodrama je metoda skupinske psihoterapije. 
Utemeljitelj je Jacob Levy Moreno. V psihodrami udeleženci predstavijo svoje osebne konflikte in družbene vloge, 
nato pa igralci in opazovalci skupaj razlagajo ter predelajo predstavljene prizore. Uporabljajo jo tudi v gestalt terapiji in transakcijski analizi.